# Interlands Bosnisch voetbalelftal 2010-2019
Deze pagina toont een gedetailleerd overzicht van de interlands die het Bosnisch voetbalelftal heeft gespeeld in de periode 2010 – 2019.

## Interlands

### 2010
|                                                              |                                       |       |                    |                                                                                  |
| 3 maart Vriendschappelijk № 128 «onderlinge duels» 16:30 uur | Bosnië en Herzegovina                 | 2 – 1 | Ghana              | Koševo Stadion, Sarajevo Toeschouwers: 5.822 Scheidsrechter: Damir Batinic (CRO) |
| 3 maart Vriendschappelijk № 128 «onderlinge duels» 16:30 uur | Vedad Ibišević 40' Miralem Pjanić 65' |       | 22' Sulley Muntari | Koševo Stadion, Sarajevo Toeschouwers: 5.822 Scheidsrechter: Damir Batinic (CRO) |

|                                                             |                                                                      |       |                                   |                                                                                |
| 29 mei Vriendschappelijk № 129 «onderlinge duels» 18:00 uur | Zweden                                                               | 4 – 2 | Bosnië en Herzegovina             | Råsunda Stadion, Solna Toeschouwers: 22.589 Scheidsrechter: Manuel Gräfe (GER) |
| 29 mei Vriendschappelijk № 129 «onderlinge duels» 18:00 uur | Ola Toivonen 44' Jonas Olsson 68' Jonas Olsson 82' Marcus Berg 90+2' |       | 47' Sejad Salihović 90' Ermin Zec | Råsunda Stadion, Solna Toeschouwers: 22.589 Scheidsrechter: Manuel Gräfe (GER) |

|                                                             |                                                                                      |       |                       |                                                                                        |
| 3 juni Vriendschappelijk № 130 «onderlinge duels» 19:30 uur | Duitsland                                                                            | 3 – 1 | Bosnië en Herzegovina | Commerzbank-Arena, Frankfurt Toeschouwers: 48.000 Scheidsrechter: Nicola Rizzoli (ITA) |
| 3 juni Vriendschappelijk № 130 «onderlinge duels» 19:30 uur | Philipp Lahm 50' Bastian Schweinsteiger 73' (pen.) Bastian Schweinsteiger 77' (pen.) |       | 15' Edin Džeko        | Commerzbank-Arena, Frankfurt Toeschouwers: 48.000 Scheidsrechter: Nicola Rizzoli (ITA) |

|                                                                  |                       |       |                        |                                                                                      |
| 10 augustus Vriendschappelijk № 131 «onderlinge duels» 19:15 uur | Bosnië en Herzegovina | 1 – 1 | Qatar                  | Stadion Grbavica, Sarajevo Toeschouwers: 18.000 Scheidsrechter: Domagoj Vučkov (CRO) |
| 10 augustus Vriendschappelijk № 131 «onderlinge duels» 19:15 uur | Vedad Ibišević 9'     |       | 58' (pen.) Wesam Rizik | Stadion Grbavica, Sarajevo Toeschouwers: 18.000 Scheidsrechter: Domagoj Vučkov (CRO) |

|                                                                        |           |                                                      |                       |                                                                                          |
| 3 september EK-kwalificatie Groep D № 132 «onderlinge duels» 19:15 uur | Luxemburg | 0 – 3                                                | Bosnië en Herzegovina | Stade Josy Barthel, Luxemburg Toeschouwers: 7.327 Scheidsrechter: Veaceslav Banari (MDA) |
| 3 september EK-kwalificatie Groep D № 132 «onderlinge duels» 19:15 uur |           | 6' Senijad Ibričić 12' Miralem Pjanić 16' Edin Džeko |                       | Stade Josy Barthel, Luxemburg Toeschouwers: 7.327 Scheidsrechter: Veaceslav Banari (MDA) |

|                                                                        |                       |                                       |           |                                                                                 |
| 7 september EK-kwalificatie Groep D № 133 «onderlinge duels» 20:00 uur | Bosnië en Herzegovina | 0 – 2                                 | Frankrijk | Koševo Stadion, Sarajevo Toeschouwers: 30.000 Scheidsrechter: Felix Brych (GER) |
| 7 september EK-kwalificatie Groep D № 133 «onderlinge duels» 20:00 uur |                       | 72' Karim Benzema 78' Florent Malouda |           | Koševo Stadion, Sarajevo Toeschouwers: 30.000 Scheidsrechter: Felix Brych (GER) |

|                                                                      |                  |       |                       |                                                                                          |
| 8 oktober EK-kwalificatie Groep D № 134 «onderlinge duels» 19:30 uur | Albanië          | 1 – 1 | Bosnië en Herzegovina | Qemal Stafastadion, Tirana Toeschouwers: 14.220 Scheidsrechter: Kristinn Jakobsson (ISL) |
| 8 oktober EK-kwalificatie Groep D № 134 «onderlinge duels» 19:30 uur | Klodian Duro 45' |       | 21' Vedad Ibišević    | Qemal Stafastadion, Tirana Toeschouwers: 14.220 Scheidsrechter: Kristinn Jakobsson (ISL) |

|                                                                  |                                  |       |                                                        |                                                                                    |
| 17 november Vriendschappelijk № 135 «onderlinge duels» 16:00 uur | Slowakije                        | 2 – 3 | Bosnië en Herzegovina                                  | Tehelné Pole, Bratislava Toeschouwers: 7.822 Scheidsrechter: Tomasz Mikulski (POL) |
| 17 november Vriendschappelijk № 135 «onderlinge duels» 16:00 uur | Filip Šebo 3' Peter Grajciar 63' |       | 28' Haris Međunjanin 50' Miralem Pjanić 60' Edin Džeko | Tehelné Pole, Bratislava Toeschouwers: 7.822 Scheidsrechter: Tomasz Mikulski (POL) |

|                                                                  |                                  |       |                                                   |                                                                                                |
| 10 december Vriendschappelijk № 136 «onderlinge duels» 20:30 uur | Polen                            | 2 – 2 | Bosnië en Herzegovina                             | Mardan Sports Complex, Antalya Toeschouwers: 42.000 Scheidsrechter: Mustafa Öğretmenoğlu (TUR) |
| 10 december Vriendschappelijk № 136 «onderlinge duels» 20:30 uur | Paweł Brożek 7' Paweł Brożek 52' |       | 23' Muhamed Subašić 55' (pen.) Zvjezdan Misimović | Mardan Sports Complex, Antalya Toeschouwers: 42.000 Scheidsrechter: Mustafa Öğretmenoğlu (TUR) |

### 2011
|                                                                 |                                             |       |                       |                                                                               |
| 9 februari Vriendschappelijk № 137 «onderlinge duels» 20:00 uur | Mexico                                      | 2 – 0 | Bosnië en Herzegovina | Georgia Dome, Atlanta Toeschouwers: 17.000 Scheidsrechter: Jair Marrufo (USA) |
| 9 februari Vriendschappelijk № 137 «onderlinge duels» 20:00 uur | Miralem Pjanić 48' (e.d.) Édgar Pacheco 54' |       |                       | Georgia Dome, Atlanta Toeschouwers: 17.000 Scheidsrechter: Jair Marrufo (USA) |

|                                                                     |                                   |       |                    |                                                                                   |
| 26 maart EK-kwalificatie Groep D № 138 «onderlinge duels» 18:15 uur | Bosnië en Herzegovina             | 2 – 1 | Roemenië           | Bilino Polje, Zenica Toeschouwers: 13.000 Scheidsrechter: Fernando Teixeira (ESP) |
| 26 maart EK-kwalificatie Groep D № 138 «onderlinge duels» 18:15 uur | Vedad Ibišević 63' Edin Džeko 83' |       | 29' Ciprian Marica | Bilino Polje, Zenica Toeschouwers: 13.000 Scheidsrechter: Fernando Teixeira (ESP) |

|                                                                   |                                                       |       |                       |                                                                                                |
| 3 juni EK-kwalificatie Groep D № 139 «onderlinge duels» 19:00 uur | Roemenië                                              | 3 – 0 | Bosnië en Herzegovina | Giulesti-Valentin Stanescu, Boekarest Toeschouwers: 8.000 Scheidsrechter: Jonas Eriksson (SWE) |
| 3 juni EK-kwalificatie Groep D № 139 «onderlinge duels» 19:00 uur | Adrian Mutu 36' Ciprian Marica 40' Ciprian Marica 54' |       |                       | Giulesti-Valentin Stanescu, Boekarest Toeschouwers: 8.000 Scheidsrechter: Jonas Eriksson (SWE) |

|                                                                   |                                        |       |         |                                                                            |
| 7 juni EK-kwalificatie Groep D № 140 «onderlinge duels» 19:15 uur | Bosnië en Herzegovina                  | 2 – 0 | Albanië | Bilino Polje, Zenica Toeschouwers: 10.000 Scheidsrechter: Kevin Blom (NED) |
| 7 juni EK-kwalificatie Groep D № 140 «onderlinge duels» 19:15 uur | Haris Međunjanin 67' Darko Maletić 90' |       |         | Bilino Polje, Zenica Toeschouwers: 10.000 Scheidsrechter: Kevin Blom (NED) |

|                                                                  |                       |       |             |                                                                                      |
| 10 augustus Vriendschappelijk № 141 «onderlinge duels» 20:00 uur | Bosnië en Herzegovina | 0 – 0 | Griekenland | Koševo Stadion, Sarajevo Toeschouwers: 12.000 Scheidsrechter: Nikola Dabanović (MNE) |
| 10 augustus Vriendschappelijk № 141 «onderlinge duels» 20:00 uur |                       |       |             | Koševo Stadion, Sarajevo Toeschouwers: 12.000 Scheidsrechter: Nikola Dabanović (MNE) |

|                                                                        |             |                                                 |                       |                                                                               |
| 2 september EK-kwalificatie Groep D № 142 «onderlinge duels» 18:30 uur | Wit-Rusland | 0 – 2                                           | Bosnië en Herzegovina | Dinamostadion, Minsk Toeschouwers: 25.365 Scheidsrechter: Viktor Kassai (HUN) |
| 2 september EK-kwalificatie Groep D № 142 «onderlinge duels» 18:30 uur |             | 21' (pen.) Sejad Salihović 24' Haris Međunjanin |                       | Dinamostadion, Minsk Toeschouwers: 25.365 Scheidsrechter: Viktor Kassai (HUN) |

|                                                                        |                        |       |             |                                                                                 |
| 6 september EK-kwalificatie Groep D № 143 «onderlinge duels» 19:15 uur | Bosnië en Herzegovina  | 1 – 0 | Wit-Rusland | Bilino Polje, Zenica Toeschouwers: 16.000 Scheidsrechter: Martin Atkinson (ENG) |
| 6 september EK-kwalificatie Groep D № 143 «onderlinge duels» 19:15 uur | Zvjezdan Misimović 87' |       |             | Bilino Polje, Zenica Toeschouwers: 16.000 Scheidsrechter: Martin Atkinson (ENG) |

|                                                                      | |       |           |                                                                             |
| 7 oktober EK-kwalificatie Groep D № 144 «onderlinge duels» 19:00 uur | Bosnië en Herzegovina                                                                                       | 5 – 0 | Luxemburg | Bilino Polje, Zenica Toeschouwers: 10.000 Scheidsrechter: Simon Evans (WAL) |
| 7 oktober EK-kwalificatie Groep D № 144 «onderlinge duels» 19:00 uur | Edin Džeko 12' Zvjezdan Misimović 15' Zvjezdan Misimović 22' (pen.) Miralem Pjanić 36' Haris Međunjanin 51' |       |           | Bilino Polje, Zenica Toeschouwers: 10.000 Scheidsrechter: Simon Evans (WAL) |

|                                                                       |                        |       |                       |                                                                                  |
| 11 oktober EK-kwalificatie Groep D № 145 «onderlinge duels» 20:00 uur | Frankrijk              | 1 – 1 | Bosnië en Herzegovina | Stade de France, Parijs Toeschouwers: 78.457 Scheidsrechter: Craig Thomson (SCO) |
| 11 oktober EK-kwalificatie Groep D № 145 «onderlinge duels» 20:00 uur | Samir Nasri 77' (pen.) |       | 40' Edin Džeko        | Stade de France, Parijs Toeschouwers: 78.457 Scheidsrechter: Craig Thomson (SCO) |

|                                                                          |                       |       |          |                                                                             |
| 11 november EK-kwalificatie Play-offs № 146 «onderlinge duels» 19:00 uur | Bosnië en Herzegovina | 0 – 0 | Portugal | Bilino Polje, Zenica Toeschouwers: 15.292 Scheidsrechter: Howard Webb (ENG) |
| 11 november EK-kwalificatie Play-offs № 146 «onderlinge duels» 19:00 uur |                       |       |          | Bilino Polje, Zenica Toeschouwers: 15.292 Scheidsrechter: Howard Webb (ENG) |

|                                                                          | |       |                                               |                                                                                    |
| 15 november EK-kwalificatie Play-offs № 147 «onderlinge duels» 21:00 uur | Portugal | 6 – 2 | Bosnië en Herzegovina                         | Estádio da Luz, Lissabon Toeschouwers: 45.000 Scheidsrechter: Wolfgang Stark (GER) |
| 15 november EK-kwalificatie Play-offs № 147 «onderlinge duels» 21:00 uur | Cristiano Ronaldo 8' Nani 24' Cristiano Ronaldo 53' Hélder Postiga 72' Miguel Veloso 80' Hélder Postiga 82' |       | 41' (pen.) Zvjezdan Misimović 65' Emir Spahić | Estádio da Luz, Lissabon Toeschouwers: 45.000 Scheidsrechter: Wolfgang Stark (GER) |

|                                                                  |                     |       |                       |                                                                                       |
| 16 december Vriendschappelijk № 148 «onderlinge duels» 19:30 uur | Polen               | 1 – 0 | Bosnië en Herzegovina | Mardan Sports Complex, Antalya Toeschouwers: 150 Scheidsrechter: Yunus Yildirim (TUR) |
| 16 december Vriendschappelijk № 148 «onderlinge duels» 19:30 uur | Waldemar Sobota 27' |       |                       | Mardan Sports Complex, Antalya Toeschouwers: 150 Scheidsrechter: Yunus Yildirim (TUR) |

### 2012
|                                                                  |                       |       |                                  |                                                                                 |
| 27 februari Vriendschappelijk № 149 «onderlinge duels» 20:00 uur | Bosnië en Herzegovina | 1 – 2 | Brazilië                         | AFG Arena, Sankt Gallen Toeschouwers: 17.500 Scheidsrechter: Sascha Kever (SUI) |
| 27 februari Vriendschappelijk № 149 «onderlinge duels» 20:00 uur | Vedad Ibišević 13'    |       | 4' Marcelo 90' (e.d.) Saša Papac | AFG Arena, Sankt Gallen Toeschouwers: 17.500 Scheidsrechter: Sascha Kever (SUI) |

|                                                             |                |       |                       |                                                                                |
| 25 mei Vriendschappelijk № 150 «onderlinge duels» 16:00 uur | Ierland        | 1 – 0 | Bosnië en Herzegovina | Aviva Stadium, Dublin Toeschouwers: 37.100 Scheidsrechter: Nikolaj Hänni (SUI) |
| 25 mei Vriendschappelijk № 150 «onderlinge duels» 16:00 uur | Shane Long 77' |       |                       | Aviva Stadium, Dublin Toeschouwers: 37.100 Scheidsrechter: Nikolaj Hänni (SUI) |

|                                                             |                                              |       |                       |                                                                                   |
| 31 mei Vriendschappelijk № 151 «onderlinge duels» 20:00 uur | Mexico                                       | 2 – 1 | Bosnië en Herzegovina | Soldier Field, Chicago Toeschouwers: 51.240 Scheidsrechter: Edvin Jurisevic (USA) |
| 31 mei Vriendschappelijk № 151 «onderlinge duels» 20:00 uur | Giovani dos Santos 7' Javier Hernández 90+3' |       | 29' Edin Džeko        | Soldier Field, Chicago Toeschouwers: 51.240 Scheidsrechter: Edvin Jurisevic (USA) |

|                                                                  |       |                                            |                       |                                                                                 |
| 15 augustus Vriendschappelijk № 152 «onderlinge duels» 20:45 uur | Wales | 0 – 2                                      | Bosnië en Herzegovina | Parc y Scarlets, Llanelli Toeschouwers: 10.000 Scheidsrechter: Marco Borg (MLT) |
| 15 augustus Vriendschappelijk № 152 «onderlinge duels» 20:45 uur |       | 21' Vedad Ibišević 54' Miroslav Stevanović |                       | Parc y Scarlets, Llanelli Toeschouwers: 10.000 Scheidsrechter: Marco Borg (MLT) |

|                                                                        |                      |       | |                                                                       |
| 7 september WK-kwalificatie Groep G № 153 «onderlinge duels» 19:00 uur | Liechtenstein        | 1 – 8 | Bosnië en Herzegovina | Rheinpark, Vaduz Toeschouwers: 5.900 Scheidsrechter: Marco Borg (MLT) |
| 7 september WK-kwalificatie Groep G № 153 «onderlinge duels» 19:00 uur | Mathias Christen 61' |       | 26' Zvjezdan Misimović 31' Zvjezdan Misimović 33' Vedad Ibišević 40' Vedad Ibišević 46' Edin Džeko 64' Edin Džeko 81' Edin Džeko 83' Vedad Ibišević | Rheinpark, Vaduz Toeschouwers: 5.900 Scheidsrechter: Marco Borg (MLT) |

|                                                                         |                                                                                          |       |                   |                                                                               |
| 11 september WK-kwalificatie Groep G № 154 «onderlinge duels» 20:00 uur | Bosnië en Herzegovina                                                                    | 4 – 1 | Letland           | Bilino Polje, Zenica Toeschouwers: 12.000 Scheidsrechter: Deniz Aytekin (GER) |
| 11 september WK-kwalificatie Groep G № 154 «onderlinge duels» 20:00 uur | Zvjezdan Misimović 12' (pen.) Miralem Pjanić 44' Zvjezdan Misimović 54' Edin Džeko 90+1' |       | 5' Kaspars Gorkšs | Bilino Polje, Zenica Toeschouwers: 12.000 Scheidsrechter: Deniz Aytekin (GER) |

|                                                                       |             |       |                       |                                                                                                 |
| 12 oktober WK-kwalificatie Groep G № 155 «onderlinge duels» 20:45 uur | Griekenland | 0 – 0 | Bosnië en Herzegovina | Georgios Karaiskakis Stadion, Piraeus Toeschouwers: 28.000 Scheidsrechter: Antonio Damato (ITA) |
| 12 oktober WK-kwalificatie Groep G № 155 «onderlinge duels» 20:45 uur |             |       |                       | Georgios Karaiskakis Stadion, Piraeus Toeschouwers: 28.000 Scheidsrechter: Antonio Damato (ITA) |

|                                                                       |                                                      |       |          |                                                                                  |
| 16 oktober WK-kwalificatie Groep G № 156 «onderlinge duels» 20:00 uur | Bosnië en Herzegovina                                | 3 – 0 | Litouwen | Bilino Polje, Zenica Toeschouwers: 15.000 Scheidsrechter: Miroslav Zelinka (CZE) |
| 16 oktober WK-kwalificatie Groep G № 156 «onderlinge duels» 20:00 uur | Vedad Ibišević 28' Edin Džeko 35' Miralem Pjanić 41' |       |          | Bilino Polje, Zenica Toeschouwers: 15.000 Scheidsrechter: Miroslav Zelinka (CZE) |

|                                                                  |          |                     |                       |                                                                                          |
| 14 november Vriendschappelijk № 157 «onderlinge duels» 20:45 uur | Algerije | 0 – 1               | Bosnië en Herzegovina | Stade 5 Juillet 1962, Algiers Toeschouwers: 30.000 Scheidsrechter: Koman Coulibaly (MLI) |
| 14 november Vriendschappelijk № 157 «onderlinge duels» 20:45 uur |          | 90+3' Muamer Svraka |                       | Stade 5 Juillet 1962, Algiers Toeschouwers: 30.000 Scheidsrechter: Koman Coulibaly (MLI) |

### 2013
|                                                                 |          |                                                         |                       |                                                                                           |
| 6 februari Vriendschappelijk № 158 «onderlinge duels» 18:00 uur | Slovenië | 0 – 3                                                   | Bosnië en Herzegovina | Športni Park Stožice, Ljubljana Toeschouwers: 16.000 Scheidsrechter: Pavel Královec (CZE) |
| 6 februari Vriendschappelijk № 158 «onderlinge duels» 18:00 uur |          | 33' Vedad Ibišević 42' Miralem Pjanić 80' Muamer Svraka |                       | Športni Park Stožice, Ljubljana Toeschouwers: 16.000 Scheidsrechter: Pavel Královec (CZE) |

|                                                                     |                                                  |       |                   |                                                                               |
| 22 maart WK-kwalificatie Groep G № 159 «onderlinge duels» 20:45 uur | Bosnië en Herzegovina                            | 3 – 1 | Griekenland       | Bilino Polje, Zenica Toeschouwers: 13.000 Scheidsrechter: Björn Kuipers (NED) |
| 22 maart WK-kwalificatie Groep G № 159 «onderlinge duels» 20:45 uur | Edin Džeko 30' Vedad Ibišević 36' Edin Džeko 54' |       | 90+3' Fanis Gekas | Bilino Polje, Zenica Toeschouwers: 13.000 Scheidsrechter: Björn Kuipers (NED) |

|                                                                   |         |                                                                                           |                       |                                                                          |
| 7 juni WK-kwalificatie Groep G № 160 «onderlinge duels» 18:30 uur | Letland | 0 – 5                                                                                     | Bosnië en Herzegovina | Skonto Stadion, Riga Toeschouwers: 7.700 Scheidsrechter: Mike Dean (ENG) |
| 7 juni WK-kwalificatie Groep G № 160 «onderlinge duels» 18:30 uur |         | 48' Senad Lulić 53' Vedad Ibišević 63' Haris Međunjanin 80' Miralem Pjanić 82' Edin Džeko |                       | Skonto Stadion, Riga Toeschouwers: 7.700 Scheidsrechter: Mike Dean (ENG) |

|                                                                  |                                                 |       |                                                                         |                                                                                   |
| 14 augustus Vriendschappelijk № 161 «onderlinge duels» 20:30 uur | Bosnië en Herzegovina                           | 3 – 4 | Verenigde Staten                                                        | Koševo Stadion, Sarajevo Toeschouwers: 24.000 Scheidsrechter: Damir Skomina (SLO) |
| 14 augustus Vriendschappelijk № 161 «onderlinge duels» 20:30 uur | Edin Džeko 8' Vedad Ibišević 30' Edin Džeko 90' |       | 55' Eddie Johnson 59' Jozy Altidore 85' Jozy Altidore 86' Jozy Altidore | Koševo Stadion, Sarajevo Toeschouwers: 24.000 Scheidsrechter: Damir Skomina (SLO) |

|                                                                        |                       |                     |           |                                                                                |
| 6 september WK-kwalificatie Groep G № 162 «onderlinge duels» 20:15 uur | Bosnië en Herzegovina | 0 – 1               | Slowakije | Bilino Polje, Zenica Toeschouwers: 15.000 Scheidsrechter: Nicola Rizzoli (ITA) |
| 6 september WK-kwalificatie Groep G № 162 «onderlinge duels» 20:15 uur |                       | 77' Viktor Pečovský |           | Bilino Polje, Zenica Toeschouwers: 15.000 Scheidsrechter: Nicola Rizzoli (ITA) |

|                                                                         |                  |       |                                      |                                                                                      |
| 10 september WK-kwalificatie Groep G № 163 «onderlinge duels» 20:15 uur | Slowakije        | 1 – 2 | Bosnië en Herzegovina                | Štadión Pod Dubňom, Žilina Toeschouwers: 9.438 Scheidsrechter: David Fernández (ESP) |
| 10 september WK-kwalificatie Groep G № 163 «onderlinge duels» 20:15 uur | Marek Hamšík 42' |       | 70' Ermin Bičakčić 78' Izet Hajrović | Štadión Pod Dubňom, Žilina Toeschouwers: 9.438 Scheidsrechter: David Fernández (ESP) |

|                                                                       |                                                                         |       |                    |                                                                                  |
| 11 oktober WK-kwalificatie Groep G № 164 «onderlinge duels» 20:00 uur | Bosnië en Herzegovina                                                   | 4 – 1 | Liechtenstein      | Bilino Polje, Zenica Toeschouwers: 11.000 Scheidsrechter: Richard Liesveld (NED) |
| 11 oktober WK-kwalificatie Groep G № 164 «onderlinge duels» 20:00 uur | Edin Džeko 27' Zvjezdan Misimović 34' Vedad Ibišević 38' Edin Džeko 39' |       | 61' Nicolas Hasler | Bilino Polje, Zenica Toeschouwers: 11.000 Scheidsrechter: Richard Liesveld (NED) |

|                                                                       |          |                    |                       |                                                                                |
| 15 oktober WK-kwalificatie Groep G № 165 «onderlinge duels» 19:00 uur | Litouwen | 0 – 1              | Bosnië en Herzegovina | SDiSG Stadionas, Kaunas Toeschouwers: 8.000 Scheidsrechter: Felix Zwayer (GER) |
| 15 oktober WK-kwalificatie Groep G № 165 «onderlinge duels» 19:00 uur |          | 68' Vedad Ibišević |                       | SDiSG Stadionas, Kaunas Toeschouwers: 8.000 Scheidsrechter: Felix Zwayer (GER) |

|                                                                  |                               |       |                       |                                                                                        |
| 18 november Vriendschappelijk № 166 «onderlinge duels» 20:30 uur | Argentinië                    | 2 – 0 | Bosnië en Herzegovina | Big Arch Stadium, St. Louis Toeschouwers: 30.397 Scheidsrechter: Edvin Jurisevic (USA) |
| 18 november Vriendschappelijk № 166 «onderlinge duels» 20:30 uur | Kun Agüero 40' Kun Agüero 66' |       |                       | Big Arch Stadium, St. Louis Toeschouwers: 30.397 Scheidsrechter: Edvin Jurisevic (USA) |

### 2014
|                                                              |                            |       |                       |                                                                                 |
| 5 maart Vriendschappelijk № 167 «onderlinge duels» 18:30 uur | Egypte                     | 2 – 0 | Bosnië en Herzegovina | Tivoli Neu, Innsbruck Toeschouwers: 10.000 Scheidsrechter: Markus Hameter (AUT) |
| 5 maart Vriendschappelijk № 167 «onderlinge duels» 18:30 uur | Gedo 52' Mohamed Salah 64' |       |                       | Tivoli Neu, Innsbruck Toeschouwers: 10.000 Scheidsrechter: Markus Hameter (AUT) |

|                                                             |                               |       |                   |                                                                                        |
| 30 mei Vriendschappelijk № 168 «onderlinge duels» 20:30 uur | Bosnië en Herzegovina         | 2 – 1 | Ivoorkust         | Edward Jones Dome, Saint Louis Toeschouwers: 14.101 Scheidsrechter: Jair Marrufo (USA) |
| 30 mei Vriendschappelijk № 168 «onderlinge duels» 20:30 uur | Edin Džeko 17' Edin Džeko 53' |       | 90' Didier Drogba | Edward Jones Dome, Saint Louis Toeschouwers: 14.101 Scheidsrechter: Jair Marrufo (USA) |

|                                                             |        |                   |                       |                                                                               |
| 3 juni Vriendschappelijk № 169 «onderlinge duels» 20:30 uur | Mexico | 0 – 1             | Bosnië en Herzegovina | Soldier Field, Chicago Toeschouwers: 51.240 Scheidsrechter: Óscar Reyna (GUA) |
| 3 juni Vriendschappelijk № 169 «onderlinge duels» 20:30 uur |        | 40' Izet Hajrović |                       | Soldier Field, Chicago Toeschouwers: 51.240 Scheidsrechter: Óscar Reyna (GUA) |

| WK voetbal 2014 |
| --------------- |

|                                                                                   |                                           |       |                       |                                                                                  |
| 15 juni WK-eindronde Groep F № 170 «onderlinge duels» 19:00 (UTC−3) 0:00+ (UTC+2) | Argentinië                                | 2 – 1 | Bosnië en Herzegovina | Maracanã, Rio de Janeiro Toeschouwers: 74.738 Scheidsrechter: Joel Aguilar (ESA) |
| 15 juni WK-eindronde Groep F № 170 «onderlinge duels» 19:00 (UTC−3) 0:00+ (UTC+2) | Sead Kolašinac 3' (e.d.) Lionel Messi 65' |       | 84' Vedad Ibišević    | Maracanã, Rio de Janeiro Toeschouwers: 74.738 Scheidsrechter: Joel Aguilar (ESA) |

|                                                                                 |                      |       |                       |                                                                                 |
| 21 juni WK-eindronde Groep F № 171 «onderlinge duels» 0:00 (UTC−3) 5:00 (UTC+2) | Nigeria              | 1 – 0 | Bosnië en Herzegovina | Arena Pantanal, Cuiabá Toeschouwers: 40.499 Scheidsrechter: Peter O'Leary (NZL) |
| 21 juni WK-eindronde Groep F № 171 «onderlinge duels» 0:00 (UTC−3) 5:00 (UTC+2) | Peter Odemwingie 29' |       |                       | Arena Pantanal, Cuiabá Toeschouwers: 40.499 Scheidsrechter: Peter O'Leary (NZL) |

|                                                                                   |                                                        |       |                         |                                                                                      |
| 25 juni WK-eindronde Groep F № 172 «onderlinge duels» 18:00 (UTC−3) 23:00 (UTC+2) | Bosnië en Herzegovina                                  | 3 – 1 | Iran                    | Arena Fonte Nova, Salvador Toeschouwers: 48.011 Scheidsrechter: Carlos Velasco (ESP) |
| 25 juni WK-eindronde Groep F № 172 «onderlinge duels» 18:00 (UTC−3) 23:00 (UTC+2) | 23' Edin Džeko 59' Miralem Pjanić 83' Avdija Vršajević |       | Reza Ghoochannejhad 82' | Arena Fonte Nova, Salvador Toeschouwers: 48.011 Scheidsrechter: Carlos Velasco (ESP) |

|  |  |  |  |  |  |  |  |  |

|                                                        |                                                     |       |               |                                                                              |
| 4 september Vriendschappelijk № 173 «onderlinge duels» | Bosnië en Herzegovina                               | 3 – 0 | Liechtenstein | Tušanjstadion, Tuzla Toeschouwers: 8.000 Scheidsrechter: Danilo Grujić (SRB) |
| 4 september Vriendschappelijk № 173 «onderlinge duels» | Vedad Ibišević 2' Vedad Ibišević 14' Edin Džeko 24' |       |               | Tušanjstadion, Tuzla Toeschouwers: 8.000 Scheidsrechter: Danilo Grujić (SRB) |

|                                                                |                       |       |                                             |                                                                                   |
| 9 september EK-kwalificatie № 174 «onderlinge duels» 20:45 uur | Bosnië en Herzegovina | 1 – 2 | Cyprus                                      | Bilino Polje, Zenica Toeschouwers: 10.000 Scheidsrechter: Yevhen Aranovskyi (UKR) |
| 9 september EK-kwalificatie № 174 «onderlinge duels» 20:45 uur | Vedad Ibišević 6'     |       | 45' Dimitris Hristofi 73' Dimitris Hristofi | Bilino Polje, Zenica Toeschouwers: 10.000 Scheidsrechter: Yevhen Aranovskyi (UKR) |

|                                                               |       |       |                       |                                                                                               |
| 10 oktober EK-kwalificatie № 175 «onderlinge duels» 19:45 uur | Wales | 0 – 0 | Bosnië en Herzegovina | Cardiff City Stadium, Cardiff Toeschouwers: 30.741 Scheidsrechter: Vladislav Bezborodov (RUS) |
| 10 oktober EK-kwalificatie № 175 «onderlinge duels» 19:45 uur |       |       |                       | Cardiff City Stadium, Cardiff Toeschouwers: 30.741 Scheidsrechter: Vladislav Bezborodov (RUS) |

|                                                               |                       |       |                      |                                                                            |
| 13 oktober EK-kwalificatie № 175 «onderlinge duels» 20:45 uur | Bosnië en Herzegovina | 1 – 1 | België               | Bilino Polje, Zenica Toeschouwers: 12.000 Scheidsrechter: Luca Banti (ITA) |
| 13 oktober EK-kwalificatie № 175 «onderlinge duels» 20:45 uur | Edin Džeko 28'        |       | 51' Radja Nainggolan | Bilino Polje, Zenica Toeschouwers: 12.000 Scheidsrechter: Luca Banti (ITA) |

|                                                                |                                                  |       |                       |                                                                                          |
| 16 november EK-kwalificatie № 176 «onderlinge duels» 19:45 uur | Israël                                           | 3 – 0 | Bosnië en Herzegovina | Sammy Ofer Stadion, Haifa Toeschouwers: 32.000 Scheidsrechter: Antonio Mateu Lahoz (ESP) |
| 16 november EK-kwalificatie № 176 «onderlinge duels» 19:45 uur | Gil Vermouth 36' Omer Damari 45' Eran Zahavi 70' |       |                       | Sammy Ofer Stadion, Haifa Toeschouwers: 32.000 Scheidsrechter: Antonio Mateu Lahoz (ESP) |

### 2015
|                                                             |         |                                              |                       |                                                                                        |
| 28 maart EK-kwalificatie № 177 «onderlinge duels» 20:45 uur | Andorra | 0 – 3                                        | Bosnië en Herzegovina | Estadi Nacional, Andorra la Vella Toeschouwers: 2.498 Scheidsrechter: István Vad (HUN) |
| 28 maart EK-kwalificatie № 177 «onderlinge duels» 20:45 uur |         | 13' Edin Džeko 49' Edin Džeko 62' Edin Džeko |                       | Estadi Nacional, Andorra la Vella Toeschouwers: 2.498 Scheidsrechter: István Vad (HUN) |

|                                                               |                |       |                       |                                                                                      |
| 31 maart Vriendschappelijk № 178 «onderlinge duels» 19:30 uur | Oostenrijk     | 1 – 1 | Bosnië en Herzegovina | Ernst-Happel-Stadion, Wenen Toeschouwers: 48.500 Scheidsrechter: Libor Kovařik (CZE) |
| 31 maart Vriendschappelijk № 178 «onderlinge duels» 19:30 uur | Marc Janko 34' |       | 48' Izet Hajrović     | Ernst-Happel-Stadion, Wenen Toeschouwers: 48.500 Scheidsrechter: Libor Kovařik (CZE) |

|                                                  |                                                       |       |                  |                                                                              |
| 12 juni EK-kwalificatie № 179 «onderlinge duels» | Bosnië en Herzegovina                                 | 3 – 1 | Israël           | Bilino Polje, Zenica Toeschouwers: 13.000 Scheidsrechter: Ruddy Buquet (FRA) |
| 12 juni EK-kwalificatie № 179 «onderlinge duels» | Edin Višća 42' Edin Džeko 45+2' (pen.) Edin Višća 75' |       | 41' Tal Ben-Haim | Bilino Polje, Zenica Toeschouwers: 13.000 Scheidsrechter: Ruddy Buquet (FRA) |

|                                                      |                                                                  |       |                       |                                                                                         |
| 3 september EK-kwalificatie № 180 «onderlinge duels» | België                                                           | 3 – 1 | Bosnië en Herzegovina | Koning Boudewijnstadion, Brussel Toeschouwers: 42.975 Scheidsrechter: Jorge Sousa (POR) |
| 3 september EK-kwalificatie № 180 «onderlinge duels» | Marouane Fellaini 23' Kevin De Bruyne 43' Eden Hazard 78' (pen.) |       | 15' Edin Džeko        | Koning Boudewijnstadion, Brussel Toeschouwers: 42.975 Scheidsrechter: Jorge Sousa (POR) |

|                                                      |                                                   |       |         |                                                                              |
| 6 september EK-kwalificatie № 181 «onderlinge duels» | Bosnië en Herzegovina                             | 3 – 0 | Andorra | Bilino Polje, Zenica Toeschouwers: 7.000 Scheidsrechter: Arnold Hunter (NIR) |
| 6 september EK-kwalificatie № 181 «onderlinge duels» | Ermin Bičakčić 14' Edin Džeko 30' Senad Lulić 45' |       |         | Bilino Polje, Zenica Toeschouwers: 7.000 Scheidsrechter: Arnold Hunter (NIR) |

|                                                               |                                    |       |       |                                                                                 |
| 10 oktober EK-kwalificatie № 182 «onderlinge duels» 20:45 uur | Bosnië en Herzegovina              | 2 – 0 | Wales | Bilino Polje, Zenica Toeschouwers: 12.000 Scheidsrechter: Alberto Undiano (ESP) |
| 10 oktober EK-kwalificatie № 182 «onderlinge duels» 20:45 uur | Milan Đurić 71' Vedad Ibišević 90' |       |       | Bilino Polje, Zenica Toeschouwers: 12.000 Scheidsrechter: Alberto Undiano (ESP) |

|                                                               |                                              |       |                                                           |                                                                                    |
| 13 oktober EK-kwalificatie № 183 «onderlinge duels» 20:45 uur | Cyprus                                       | 2 – 3 | Bosnië en Herzegovina                                     | New GSP Stadium, Nicosia Toeschouwers: 17.687 Scheidsrechter: Anthony Taylor (ENG) |
| 13 oktober EK-kwalificatie № 183 «onderlinge duels» 20:45 uur | Kostas Haralambidis 32' Nestoras Mytidis 41' |       | 13' Haris Međunjanin 44' Haris Međunjanin 67' Milan Đurić | New GSP Stadium, Nicosia Toeschouwers: 17.687 Scheidsrechter: Anthony Taylor (ENG) |

|                                                                |                       |       |                  |                                                                             |
| 13 november EK-kwalificatie № 184 «onderlinge duels» 20:45 uur | Bosnië en Herzegovina | 1 – 1 | Ierland          | Bilino Polje, Zenica Toeschouwers: 15.000 Scheidsrechter: Felix Brych (GER) |
| 13 november EK-kwalificatie № 184 «onderlinge duels» 20:45 uur | Edin Džeko 85'        |       | 82' Robbie Brady | Bilino Polje, Zenica Toeschouwers: 15.000 Scheidsrechter: Felix Brych (GER) |

|                                                                |                                                  |       |                       |                                                                                |
| 16 november EK-kwalificatie № 185 «onderlinge duels» 20:45 uur | Ierland                                          | 2 – 0 | Bosnië en Herzegovina | Aviva Stadium, Dublin Toeschouwers: 51.000 Scheidsrechter: Björn Kuipers (NED) |
| 16 november EK-kwalificatie № 185 «onderlinge duels» 20:45 uur | Jonathan Walters 24' (pen.) Jonathan Walters 70' |       |                       | Aviva Stadium, Dublin Toeschouwers: 51.000 Scheidsrechter: Björn Kuipers (NED) |

### 2016
|                                                     |           |                                                               |                       |                                                                                         |
| 25 maart Vriendschappelijk № 186 «onderlinge duels» | Luxemburg | 0 – 3                                                         | Bosnië en Herzegovina | Stade Josy Barthel, Luxemburg Toeschouwers: 3.731 Scheidsrechter: Jonathan Lardot (BEL) |
| 25 maart Vriendschappelijk № 186 «onderlinge duels» |           | 73' (e.d.) Maxime Chanot 75' Milan Đurić 90+2' Miralem Pjanić |                       | Stade Josy Barthel, Luxemburg Toeschouwers: 3.731 Scheidsrechter: Jonathan Lardot (BEL) |

|                                                     |             |                                   |                       |                                                                                    |
| 29 maart Vriendschappelijk № 187 «onderlinge duels» | Zwitserland | 0 – 2                             | Bosnië en Herzegovina | Letzigrund, Zürich Toeschouwers: 17.000 Scheidsrechter: Sébastien Delferière (BEL) |
| 29 maart Vriendschappelijk № 187 «onderlinge duels» |             | 14' Edin Džeko 57' Miralem Pjanić |                       | Letzigrund, Zürich Toeschouwers: 17.000 Scheidsrechter: Sébastien Delferière (BEL) |

|                                                   |                       |       |                                             |                                                                                     |
| 29 mei Vriendschappelijk № 188 «onderlinge duels» | Bosnië en Herzegovina | 1 – 3 | Spanje                                      | AFG Arena, Sankt Gallen Toeschouwers: 17.000 Scheidsrechter: Stephan Klossner (SUI) |
| 29 mei Vriendschappelijk № 188 «onderlinge duels» | Emir Spahić 29'       |       | 11' Nolito 18' Nolito 90+4' Pedro Rodríguez | AFG Arena, Sankt Gallen Toeschouwers: 17.000 Scheidsrechter: Stephan Klossner (SUI) |

|                                                   |                                 |       |                                   |                                                                                    |
| 3 juni Vriendschappelijk № 189 «onderlinge duels» | Bosnië en Herzegovina           | 2 – 2 | Denemarken                        | Toyotastadion, Toyota Toeschouwers: 14.001 Scheidsrechter: Benjamin Williams (AUS) |
| 3 juni Vriendschappelijk № 189 «onderlinge duels» | Milan Đurić 52' Milan Đurić 83' |       | 22' Simon Kjær 41' Viktor Fischer | Toyotastadion, Toyota Toeschouwers: 14.001 Scheidsrechter: Benjamin Williams (AUS) |

|                                                   |                      |       |                                 |                                                                                              |
| 7 juni Vriendschappelijk № 190 «onderlinge duels» | Japan                | 1 – 2 | Bosnië en Herzegovina           | Suita City Football Stadium, Suita Toeschouwers: 35.589 Scheidsrechter: Jarred Gillett (AUS) |
| 7 juni Vriendschappelijk № 190 «onderlinge duels» | Hiroshi Kiyotake 28' |       | 29' Milan Đurić 66' Milan Đurić | Suita City Football Stadium, Suita Toeschouwers: 35.589 Scheidsrechter: Jarred Gillett (AUS) |

|                                                                             |                                                                                                |       |         |                                                                                  |
| 6 september Kwalificatie WK 2018 Groep H № 191 «onderlinge duels» 20:45 uur | Bosnië en Herzegovina                                                                          | 5 – 0 | Estland | Bilino Polje, Zenica Toeschouwers: 11.000 Scheidsrechter: Miroslav Zelinka (CZE) |
| 6 september Kwalificatie WK 2018 Groep H № 191 «onderlinge duels» 20:45 uur | Emir Spahić 7' Edin Džeko 23' (pen.) Haris Međunjanin 71' Vedad Ibišević 83' Emir Spahić 90+2' |       |         | Bilino Polje, Zenica Toeschouwers: 11.000 Scheidsrechter: Miroslav Zelinka (CZE) |

|                                                                           |                                                                                |       |                       |                                                                                             |
| 7 oktober Kwalificatie WK 2018 Groep H № 192 «onderlinge duels» 20:45 uur | België                                                                         | 4 – 0 | Bosnië en Herzegovina | Koning Boudewijnstadion, Brussel Toeschouwers: 45.000 Scheidsrechter: Martin Atkinson (ENG) |
| 7 oktober Kwalificatie WK 2018 Groep H № 192 «onderlinge duels» 20:45 uur | Emir Spahić 26' (e.d.) Eden Hazard 29' Toby Alderweireld 60' Romelu Lukaku 79' |       |                       | Koning Boudewijnstadion, Brussel Toeschouwers: 45.000 Scheidsrechter: Martin Atkinson (ENG) |

|                                                                            |                               |       |        |                                                                               |
| 10 oktober Kwalificatie WK 2018 Groep H № 193 «onderlinge duels» 20:45 uur | Bosnië en Herzegovina         | 2 – 0 | Cyprus | Bilino Polje, Zenica Toeschouwers: 8.000 Scheidsrechter: Javier Estrada (ESP) |
| 10 oktober Kwalificatie WK 2018 Groep H № 193 «onderlinge duels» 20:45 uur | Edin Džeko 70' Edin Džeko 80' |       |        | Bilino Polje, Zenica Toeschouwers: 8.000 Scheidsrechter: Javier Estrada (ESP) |

|                                                                             |                        |       |                             |                                                                                                 |
| 13 november Kwalificatie WK 2018 Groep H № 194 «onderlinge duels» 20:45 uur | Griekenland            | 1 – 1 | Bosnië en Herzegovina       | Georgios Karaiskakis Stadion, Piraeus Toeschouwers: 20.075 Scheidsrechter: Jonas Eriksson (SWE) |
| 13 november Kwalificatie WK 2018 Groep H № 194 «onderlinge duels» 20:45 uur | Giorgos Tzavelas 90+5' |       | 32' (e.d.) Orestis Karnezis | Georgios Karaiskakis Stadion, Piraeus Toeschouwers: 20.075 Scheidsrechter: Jonas Eriksson (SWE) |

### 2017
|                                                                          |                                                                                               |       |           |                                                                                      |
| 25 maart Kwalificatie WK 2018 Groep H № 195 «onderlinge duels» 20:45 uur | Bosnië en Herzegovina                                                                         | 5 – 0 | Gibraltar | Bilino Polje, Zenica Toeschouwers: 10.000 Scheidsrechter: Svein-Erik Edvartsen (NOR) |
| 25 maart Kwalificatie WK 2018 Groep H № 195 «onderlinge duels» 20:45 uur | Vedad Ibišević 4' Vedad Ibišević 43' Avdija Vršajević 52' Edin Višća 56' Ermin Bičakčić 90+4' |       |           | Bilino Polje, Zenica Toeschouwers: 10.000 Scheidsrechter: Svein-Erik Edvartsen (NOR) |

|                                                               |                 |       |                                      |                                                                                      |
| 28 maart Vriendschappelijk № 196 «onderlinge duels» 18:00 uur | Albanië         | 1 – 2 | Bosnië en Herzegovina                | Elbasan Arena, Elbasan Toeschouwers: 4.550 Scheidsrechter: Dimitar Meckarovski (MKD) |
| 28 maart Vriendschappelijk № 196 «onderlinge duels» 18:00 uur | Bekim Balaj 68' |       | 7' (pen.) Edin Džeko 42' Senad Lulić | Elbasan Arena, Elbasan Toeschouwers: 4.550 Scheidsrechter: Dimitar Meckarovski (MKD) |

|                                                                        |                       |       |             |                                                                                |
| 9 juni Kwalificatie WK 2018 Groep H № 197 «onderlinge duels» 20:45 uur | Bosnië en Herzegovina | 0 – 0 | Griekenland | Bilino Polje, Zenica Toeschouwers: 11.000 Scheidsrechter: Nicola Rizzoli (ITA) |
| 9 juni Kwalificatie WK 2018 Groep H № 197 «onderlinge duels» 20:45 uur |                       |       |             | Bilino Polje, Zenica Toeschouwers: 11.000 Scheidsrechter: Nicola Rizzoli (ITA) |

|                                                                             |                                                             |       |                                |                                                                                   |
| 31 augustus Kwalificatie WK 2018 Groep H № 198 «onderlinge duels» 20:45 uur | Cyprus                                                      | 3 – 2 | Bosnië en Herzegovina          | New GSP Stadium, Nicosia Toeschouwers: 6.000 Scheidsrechter: Andre Marriner (ENG) |
| 31 augustus Kwalificatie WK 2018 Groep H № 198 «onderlinge duels» 20:45 uur | Dimitris Hristofi 65' Vincent Laban 67' Pieros Sotiriou 76' |       | 33' Toni Šunjić 44' Edin Višća | New GSP Stadium, Nicosia Toeschouwers: 6.000 Scheidsrechter: Andre Marriner (ENG) |

|                                                                             |           |                                                               |                       |                                                                |
| 3 september Kwalificatie WK 2018 Groep H № 199 «onderlinge duels» 20:45 uur | Gibraltar | 0 – 4                                                         | Bosnië en Herzegovina | Estádio Algarve, Loulé Scheidsrechter: Þorvaldur Árnason (ISL) |
| 3 september Kwalificatie WK 2018 Groep H № 199 «onderlinge duels» 20:45 uur |           | 35' Edin Džeko 65' Kenan Kodro 83' Senad Lulić 85' Edin Džeko |                       | Estádio Algarve, Loulé Scheidsrechter: Þorvaldur Árnason (ISL) |

|                                                                           |                                                     |       |                                                                                        |                                                                                      |
| 7 oktober Kwalificatie WK 2018 Groep H № 200 «onderlinge duels» 18:00 uur | Bosnië en Herzegovina                               | 3 – 4 | België                                                                                 | Stadion Grbavica, Sarajevo Toeschouwers: 11.000 Scheidsrechter: William Collum (SCO) |
| 7 oktober Kwalificatie WK 2018 Groep H № 200 «onderlinge duels» 18:00 uur | Haris Međunjanin 30' Edin Višća 39' Dario Đumić 82' |       | 4' Thomas Meunier 59' Michy Batshuayi 68' Jan Vertonghen 83' Yannick Ferreira Carrasco | Stadion Grbavica, Sarajevo Toeschouwers: 11.000 Scheidsrechter: William Collum (SCO) |

|                                                                            |                  |       |                                     |                                                                                         |
| 10 oktober Kwalificatie WK 2018 Groep H № 201 «onderlinge duels» 20:45 uur | Estland          | 1 – 2 | Bosnië en Herzegovina               | A. Le Coq Arena, Tallinn Toeschouwers: 4.967 Scheidsrechter: Vladislav Bezborodov (RUS) |
| 10 oktober Kwalificatie WK 2018 Groep H № 201 «onderlinge duels» 20:45 uur | Ilja Antonov 75' |       | 48' Izet Hajrović 84' Izet Hajrović | A. Le Coq Arena, Tallinn Toeschouwers: 4.967 Scheidsrechter: Vladislav Bezborodov (RUS) |

### 2018
|                                                                 |                |       |                       |                                                                                |
| 31 januari Vriendschappelijk № 203 «onderlinge duels» 20:00 uur | Mexico         | 1 – 0 | Bosnië en Herzegovina | Alamodome, San Antonio Toeschouwers: 26.867 Scheidsrechter: Jair Marrufo (USA) |
| 31 januari Vriendschappelijk № 203 «onderlinge duels» 20:00 uur | Hugo Ayala 65' |       |                       | Alamodome, San Antonio Toeschouwers: 26.867 Scheidsrechter: Jair Marrufo (USA) |

|                                                               |           |                 |                       |                                                                                       |
| 23 maart Vriendschappelijk № 204 «onderlinge duels» 18:00 uur | Bulgarije | 0 – 1           | Bosnië en Herzegovina | Ludogorets Arena, Razgrad Toeschouwers: 2.200 Scheidsrechter: François Letexier (FRA) |
| 23 maart Vriendschappelijk № 204 «onderlinge duels» 18:00 uur |           | 20' Kenan Kodro |                       | Ludogorets Arena, Razgrad Toeschouwers: 2.200 Scheidsrechter: François Letexier (FRA) |

|                                                               |         |       |                       |                                                                                   |
| 27 maart Vriendschappelijk № 205 «onderlinge duels» 20:00 uur | Senegal | 0 – 0 | Bosnië en Herzegovina | Stade Océane, Le Havre Toeschouwers: 2.851 Scheidsrechter: Stephan Klossner (SUI) |
| 27 maart Vriendschappelijk № 205 «onderlinge duels» 20:00 uur |         |       |                       | Stade Océane, Le Havre Toeschouwers: 2.851 Scheidsrechter: Stephan Klossner (SUI) |

|                                                             |                       |       |            |                                                                                    |
| 28 mei Vriendschappelijk № 206 «onderlinge duels» 18:00 uur | Bosnië en Herzegovina | 0 – 0 | Montenegro | Bilino Polje, Zenica Toeschouwers: 5.215 Scheidsrechter: Dimitar Meckarovski (MKD) |
| 28 mei Vriendschappelijk № 206 «onderlinge duels» 18:00 uur |                       |       |            | Bilino Polje, Zenica Toeschouwers: 5.215 Scheidsrechter: Dimitar Meckarovski (MKD) |

|                                                                     |                  |       |                                                |                                                                                         |
| 1 juni Vriendschappelijk № 207 «onderlinge duels» 20:00 uur (UTC+9) | Zuid-Korea       | 1 – 3 | Bosnië en Herzegovina                          | Jeonju World Cup Stadion, Jeonju Toeschouwers: 40.000 Scheidsrechter: Peter Green (AUS) |
| 1 juni Vriendschappelijk № 207 «onderlinge duels» 20:00 uur (UTC+9) | Lee Jae-sung 30' |       | 28' Edin Višća 45+1' Edin Višća 79' Edin Višća | Jeonju World Cup Stadion, Jeonju Toeschouwers: 40.000 Scheidsrechter: Peter Green (AUS) |

|                                                                            |                  |       |                                    |                                                                                 |
| 8 september UEFA Nations League 2018/19 № 208 «onderlinge duels» 15:00 uur | Noord-Ierland    | 1 – 2 | Bosnië en Herzegovina              | Windsor Park, Belfast Toeschouwers: 16.942 Scheidsrechter: Pavel Královec (CZE) |
| 8 september UEFA Nations League 2018/19 № 208 «onderlinge duels» 15:00 uur | Will Grigg 90+3' |       | 36' Haris Duljević 64' Elvis Sarić | Windsor Park, Belfast Toeschouwers: 16.942 Scheidsrechter: Pavel Královec (CZE) |

|                                                                             |                       |       |            |                                                                             |
| 11 september UEFA Nations League 2018/19 № 209 «onderlinge duels» 20:45 uur | Bosnië en Herzegovina | 1 – 0 | Oostenrijk | Bilino Polje, Zenica Toeschouwers: 9.100 Scheidsrechter: Ruddy Buquet (FRA) |
| 11 september UEFA Nations League 2018/19 № 209 «onderlinge duels» 20:45 uur | Edin Džeko 78'        |       |            | Bilino Polje, Zenica Toeschouwers: 9.100 Scheidsrechter: Ruddy Buquet (FRA) |

|                                                                 |         |       |                       |                                                                                         |
| 11 oktober Vriendschappelijk № 210 «onderlinge duels» 20:30 uur | Turkije | 0 – 0 | Bosnië en Herzegovina | Yeni Rize Şehirstadion, Rize Toeschouwers: 15.196 Scheidsrechter: Sergej Karasjov (RUS) |
| 11 oktober Vriendschappelijk № 210 «onderlinge duels» 20:30 uur |         |       |                       | Yeni Rize Şehirstadion, Rize Toeschouwers: 15.196 Scheidsrechter: Sergej Karasjov (RUS) |

|                                                                           |                               |       |               |                                                                                          |
| 15 oktober UEFA Nations League 2018/19 № 211 «onderlinge duels» 20:45 uur | Bosnië en Herzegovina         | 2 – 0 | Noord-Ierland | Stadion Grbavica, Sarajevo Toeschouwers: 11.050 Scheidsrechter: Mattias Gestranius (FIN) |
| 15 oktober UEFA Nations League 2018/19 № 211 «onderlinge duels» 20:45 uur | Edin Džeko 27' Edin Džeko 73' |       |               | Stadion Grbavica, Sarajevo Toeschouwers: 11.050 Scheidsrechter: Mattias Gestranius (FIN) |

|                                                                            |            |       |                       |                                                                                     |
| 15 november UEFA Nations League 2018/19 № 212 «onderlinge duels» 20:45 uur | Oostenrijk | 0 – 0 | Bosnië en Herzegovina | Ernst Happelstadion, Wenen Toeschouwers: 37.200 Scheidsrechter: Andrew Dallas (SCO) |
| 15 november UEFA Nations League 2018/19 № 212 «onderlinge duels» 20:45 uur |            |       |                       | Ernst Happelstadion, Wenen Toeschouwers: 37.200 Scheidsrechter: Andrew Dallas (SCO) |

|                                                                  |                  |       |                       |                                                                                              |
| 18 november Vriendschappelijk № 213 «onderlinge duels» 20:45 uur | Spanje           | 1 – 0 | Bosnië en Herzegovina | Estadio de Gran Canaria, Las Palmas Toeschouwers: 15.000 Scheidsrechter: Carlos Xistra (POR) |
| 18 november Vriendschappelijk № 213 «onderlinge duels» 20:45 uur | Brais Méndez 78' |       |                       | Estadio de Gran Canaria, Las Palmas Toeschouwers: 15.000 Scheidsrechter: Carlos Xistra (POR) |

### 2019
|                                                                  |                                    |       |                                 |                                                                                    |
| 23 maart Kwalificatie EK 2020 № 214 «onderligne duels» 20:45 uur | Bosnië en Herzegovina              | 2 – 1 | Armenië                         | Stadion Grbavica, Sarajevo Toeschouwers: 10.000 Scheidsrechter: Jakob Kehlet (DEN) |
| 23 maart Kwalificatie EK 2020 № 214 «onderligne duels» 20:45 uur | Rade Krunić 33' Deni Milošević 80' |       | 90+3' (pen.) Henrich Mchitarjan | Stadion Grbavica, Sarajevo Toeschouwers: 10.000 Scheidsrechter: Jakob Kehlet (DEN) |

|                                                                  |                                   |       |                                                  |                                                                                |
| 26 maart Kwalificatie EK 2020 № 215 «onderligne duels» 20:45 uur | Bosnië en Herzegovina             | 2 – 2 | Griekenland                                      | Bilino Polje, Zenica Toeschouwers: 10.500 Scheidsrechter: Danny Makkelie (NED) |
| 26 maart Kwalificatie EK 2020 № 215 «onderligne duels» 20:45 uur | Edin Višća 10' Miralem Pjanić 15' |       | 64' (pen.) Kostas Fortounis 85' Dimitris Kolovos | Bilino Polje, Zenica Toeschouwers: 10.500 Scheidsrechter: Danny Makkelie (NED) |

|                                                                |                                 |       |                       |                                                                                     |
| 8 juni Kwalificatie EK 2020 № 216 «onderligne duels» 18:00 uur | Finland                         | 2 – 0 | Bosnië en Herzegovina | Ratina Stadion, Tampere Toeschouwers: 16.103 Scheidsrechter: Daniel Stefański (POL) |
| 8 juni Kwalificatie EK 2020 № 216 «onderligne duels» 18:00 uur | Teemu Pukki 56' Teemu Pukki 68' |       |                       | Ratina Stadion, Tampere Toeschouwers: 16.103 Scheidsrechter: Daniel Stefański (POL) |

|                                                                 |                                        |       |                       |                                                                                   |
| 11 juni Kwalificatie EK 2020 № 217 «onderligne duels» 20:45 uur | Italië                                 | 2 – 1 | Bosnië en Herzegovina | Allianz Stadium, Turijn Toeschouwers: 29.100 Scheidsrechter: Xavier Estrada (ESP) |
| 11 juni Kwalificatie EK 2020 № 217 «onderligne duels» 20:45 uur | Lorenzo Insigne 49' Marco Verratti 86' |       | 32' Edin Džeko        | Allianz Stadium, Turijn Toeschouwers: 29.100 Scheidsrechter: Xavier Estrada (ESP) |

|                                                                     |                                                                                      |       |               |                                                                             |
| 5 september Kwalificatie EK 2020 № 218 «onderlinge duels» 20:45 uur | Bosnië en Herzegovina                                                                | 5 – 0 | Liechtenstein | Bilino Polje, Zenica Toeschouwers: 3.825 Scheidsrechter: Glenn Nyberg (SWE) |
| 5 september Kwalificatie EK 2020 № 218 «onderlinge duels» 20:45 uur | Amer Gojak 11' Andreas Malin 80' (e.d.) Edin Džeko 85' Edin Višća 88' Amer Gojak 89' |       |               | Bilino Polje, Zenica Toeschouwers: 3.825 Scheidsrechter: Glenn Nyberg (SWE) |

|                                                                     | |       |                               | |
| 8 september Kwalificatie EK 2020 № 219 «onderlinge duels» 15:00 uur | Armenië                                                                                               | 4 – 2 | Bosnië en Herzegovina         | Republikeins Stadion Vazgen Sargsian, Jerevan Toeschouwers: 12.457 Scheidsrechter: Benoît Bastien (FRA) |
| 8 september Kwalificatie EK 2020 № 219 «onderlinge duels» 15:00 uur | Henrich Mchitarjan 3' Henrich Mchitarjan 66' Hovhannes Hambartsoemjan 77' Stjepan Lončar 90+5' (e.d.) |       | 13' Edin Džeko 70' Amer Gojak | Republikeins Stadion Vazgen Sargsian, Jerevan Toeschouwers: 12.457 Scheidsrechter: Benoît Bastien (FRA) |

|                                                                    |                                                                                 |       |                     |                                                                               |
| 12 oktober Kwalificatie EK 2020 № 220 «onderlinge duels» 18:00 uur | Bosnië en Herzegovina                                                           | 4 – 1 | Finland             | Bilino Polje, Zenica Toeschouwers: 11.500 Scheidsrechter: Ivan Kružliak (SVK) |
| 12 oktober Kwalificatie EK 2020 № 220 «onderlinge duels» 18:00 uur | Izet Hajrovic 29' Miralem Pjanić 37' (pen.) Miralem Pjanić 58' Armin Hodžić 73' |       | 79' Joel Pohjanpalo | Bilino Polje, Zenica Toeschouwers: 11.500 Scheidsrechter: Ivan Kružliak (SVK) |

|                                                                    |                                                  |       |                       |                                                                                                 |
| 15 oktober Kwalificatie EK 2020 № 221 «onderlinge duels» 20:45 uur | Griekenland                                      | 2 – 1 | Bosnië en Herzegovina | Olympisch Stadion Spyridon Louis, Athene Toeschouwers: 4.512 Scheidsrechter: Felix Zwayer (GER) |
| 15 oktober Kwalificatie EK 2020 № 221 «onderlinge duels» 20:45 uur | Vangelis Pavlidis 30' Adnan Kovačević 88' (e.d.) |       | 35' Amer Gojak        | Olympisch Stadion Spyridon Louis, Athene Toeschouwers: 4.512 Scheidsrechter: Felix Zwayer (GER) |

|                                                                     |                       |                                                             |        |                                                                               |
| 15 november Kwalificatie EK 2020 № 222 «onderlinge duels» 20:45 uur | Bosnië en Herzegovina | 0 – 3                                                       | Italië | Bilino Polje, Zenica Toeschouwers: 9.000 Scheidsrechter: Sandro Schärer (SUI) |
| 15 november Kwalificatie EK 2020 № 222 «onderlinge duels» 20:45 uur |                       | 21' Francesco Acerbi 37' Lorenzo Insigne 52' Andrea Belotti |        | Bilino Polje, Zenica Toeschouwers: 9.000 Scheidsrechter: Sandro Schärer (SUI) |

|                                                                     |               |                                                   |                       |                                                                                 |
| 18 november Kwalificatie EK 2020 № 223 «onderlinge duels» 20:45 uur | Liechtenstein | 0 – 3                                             | Bosnië en Herzegovina | Rheinparkstadion, Vaduz Toeschouwers: 2.993 Scheidsrechter: Halis Özkahya (TUR) |
| 18 november Kwalificatie EK 2020 № 223 «onderlinge duels» 20:45 uur |               | 57' Eldar Čivić 64' Armin Hodžić 72' Armin Hodžić |                       | Rheinparkstadion, Vaduz Toeschouwers: 2.993 Scheidsrechter: Halis Özkahya (TUR) |

N/FS BiH · A-internationals · Bondscoaches · Statistieken · Bosnisch vrouwenelftal · Bosnië U23 · Bosnië U21 · Bosnië U19 · Bosnië U18 · Bosnië U17 · Bosnië U16
1995 – 1999 ·
2000 – 2009 ·
2010 – 2019 ·
2020 − 2029
WK 2014
1995 · 
1996 · 
1997 · 
1998 · 
1999 · 
2000 · 
2001 · 
2002 · 
2003 · 
2004 · 
2005 · 
2006 · 
2007 · 
2008 · 
2009 · 
2010 · 
2011 · 
2012 · 
2013 · 
2014 · 
2015 · 
2016 · 
2017 · 
2018 ·
2019 ·
2020 ·
2021 ·
2022 ·
2023 ·
2024
Albanië ·
Algerije ·
Andorra ·
Argentinië ·
Armenië ·
Azerbeidzjan ·
Bahrein ·
Bangladesh ·
België ·
Brazilië · 
Bulgarije ·
Chili ·
China ·
Costa Rica ·
Cyprus ·
Denemarken ·
Duitsland ·
Egypte ·
Engeland ·
Estland ·
Faeröer ·
Finland ·
Frankrijk ·
Georgië ·
Ghana ·
Gibraltar ·
Griekenland ·
Hongarije ·
Ierland · 
IJsland ·
Indonesië ·
Iran ·
Israël ·
Italië ·
Ivoorkust ·
Japan ·
Joegoslavië · 
Jordanië ·
Kazachstan ·
Koeweit ·
Kroatië ·
Letland ·
Liechtenstein ·
Litouwen ·
Luxemburg ·
Maleisië ·
Malta ·
Mexico ·
Moldavië ·
Montenegro ·
Nederland ·
Nigeria ·
Noord-Ierland ·
Noord-Macedonië ·
Noorwegen ·
Oekraïne ·
Oezbekistan ·
Oman ·
Oostenrijk ·
Paraguay ·
Polen ·
Portugal ·
Qatar ·
Roemenië ·
San Marino ·
Schotland ·
Senegal ·
Servië en Montenegro ·
Slovenië ·
Slowakije ·
Spanje ·
Tsjechië ·
Tunesië · 
Turkije ·
Verenigde Staten · 
Vietnam ·
Wales ·
Wit-Rusland ·
Zimbabwe ·
Zuid-Korea ·
Zweden ·
Zwitserland
Argentinië (2014) ·
Iran (2014) ·
Nigeria (2014)
AFC-zone: Afghanistan · Australië · Bahrein · Bangladesh · Bhutan · Brunei · Cambodja · China · Chinees Taipei · Filipijnen · Guam · Hongkong · India · Indonesië · Iran · Irak · Japan · Jemen · Jordanië · Koeweit · Kirgizië · Laos · Libanon · Macau · Maleisië · Maldiven · Mongolië · Myanmar · Nepal · Noord-Korea · Oezbekistan · Oman · Oost-Timor · Pakistan · Palestina · Qatar · Saoedi-Arabië · Singapore · Sri Lanka · Syrië · Tadjikistan · Thailand · Turkmenistan · Verenigde Arabische Emiraten · Vietnam · Zuid-Korea

CAF-zone: Algerije · Angola · Benin · Botswana · Burkina Faso · Burundi · Centraal-Afrikaanse Republiek · Comoren · Congo-Brazzaville · Congo-Kinshasa · Djibouti · Egypte · Equatoriaal-Guinea · Eritrea · Ethiopië · Gabon · Gambia · Ghana · Guinee · Guinee-Bissau · Ivoorkust · Kaapverdië · Kameroen · Kenia · Lesotho · Liberia · Libië · Madagaskar · Malawi · Mali · Mauritanië · Mauritius · Marokko · Mozambique · Namibië · Niger · Nigeria · Oeganda · Rwanda · Sao Tomé en Principe · Senegal · Seychellen · Sierra Leone · Soedan · Somalië · Swaziland · Tanzania · Togo · Tsjaad · Tunesië · Zambia · Zimbabwe · Zuid-Afrika · Zuid-Soedan 

CONCACAF-zone: Amerikaanse Maagdeneilanden · Anguilla · Antigua en Barbuda · Aruba · Bahama's · Barbados · Belize · Bermuda · Britse Maagdeneilanden · Canada · Kaaimaneilanden · Costa Rica · Cuba · Curaçao · Dominica · Dominicaanse Republiek · El Salvador · Frans Guyana · Grenada · Guadeloupe · Guatemala · Guyana · Haïti · Honduras · Jamaica · Martinique · Mexico · Montserrat · 
Nicaragua · Panama · Puerto Rico · Saint Kitts en Nevis · Saint Lucia · Saint Vincent en de Grenadines · Sint Maarten · Suriname · Trinidad en Tobago · Turks- en Caicoseilanden · Verenigde Staten

CONMEBOL-zone: Argentinië · Bolivia · Brazilië · Chili · Colombia · Ecuador · Paraguay · Peru · Uruguay · Venezuela

OFC-zone: Amerikaans-Samoa · Cookeilanden · Fiji · Nieuw-Caledonië · Nieuw-Zeeland · Papoea-Nieuw-Guinea · Samoa · Salomoneilanden · Tahiti · Tonga · Vanuatu

UEFA-zone: Albanië · Andorra · Armenië · Azerbeidzjan · België · Bosnië en Herzegovina · Bulgarije · Cyprus · Denemarken · Duitsland · Engeland · Estland · Faeröer · Finland · Frankrijk · Georgië · Gibraltar · Griekenland · Hongarije · IJsland · Ierland · Israël · Italië · Kazachstan · Kosovo · Kroatië · Letland · Liechtenstein · Litouwen · Luxemburg · Macedonië · Malta · Moldavië · Montenegro · Nederland · Noord-Ierland · Noorwegen · Oekraïne · Oostenrijk · Polen · Portugal · Roemenië · Rusland · San Marino · Schotland · Servië · Slovenië · Slowakije · Spanje · Tsjechië · Turkije · Wales · Wit-Rusland · Zweden · Zwitserland